# 陽朔県

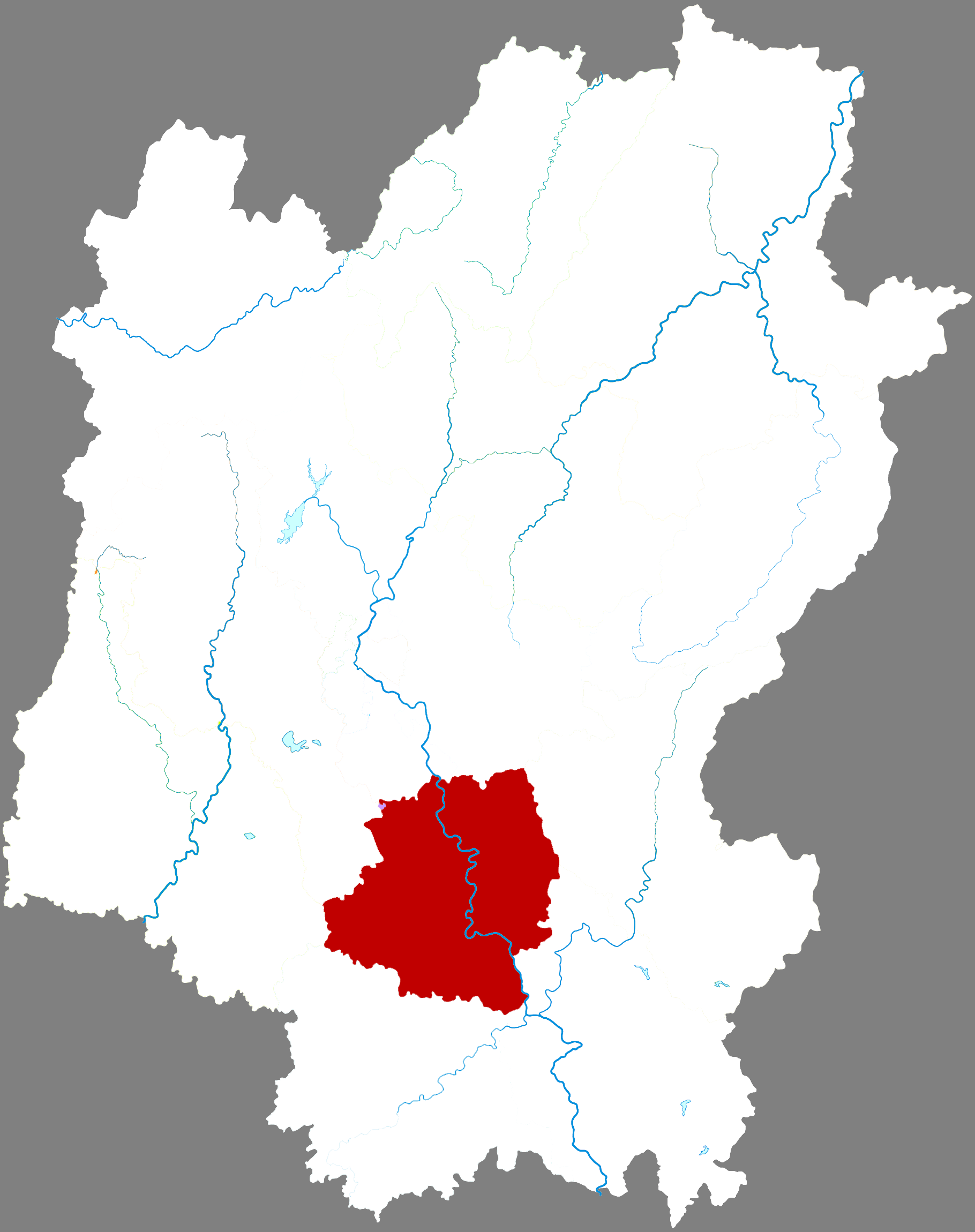
桂林市中の陽朔県の位置

陽朔県（ようさく-けん）は中華人民共和国広西チワン族自治区桂林市に属する県。桂林盆地の南東端部に位置し漓江西岸にある。カルスト地形による独特の自然景観など、優れた景観があり、呉邁の詩『桂林山水』に「陽朔堪称甲桂林」とうたわれている。
陽朔県には「中国旅遊名県」の異名がある。改革開放以来の対外開放の観光都市の第一陣として、その美しく独特の風景により多くの観光客を呼び、観光業は陽朔経済の支柱産業となった。
名所として、洋人街である西街、映画「劉三姐」の撮影が行われた大榕樹景区・月亮山・龍潭や、新しく開発された世外桃源風景区・胡蝶泉風景区などがある。
映画監督の張芸謀の指揮する大規模な山水を背景にした野外ショー「印象劉三姐」は山水を舞台とした中国初の野外ショーで、何度も改善を行いながら上演され、多くの観光客が訪れている。
また、漓江と碧蓮峰の下の摩崖石刻、徐悲鴻の旧居、孫中山の北伐講演の場所など人文景観もある。

## 歴史
111年（元鼎6年）、前漢により荊州零陵郡に始安県を設置され、陽朔を管轄した。後漢になると始安侯国に改められた。
265年（甘露元年）、三国時代の呉により陽朔地区に尚安県・熙平県が設置され、荊州始安郡の管轄とした。西晋の泰始年間（265年 - 274年）、尚安県が廃止され、管轄地域は熙平県に編入され、始安郡の管轄とされた。
南朝梁（502年 - 557年）により熙平県は始安県に編入されたが、590年（開皇10年）に隋により始安県の県治が熙平から現在の陽朔鎮に移転し、県治が羊角山麓に置かれ、「羊角」と「陽朔」が同音であることより県名とされ陽朔県が成立した。
621年（武徳4年）に唐により陽朔県の一部に新たに帰義県（県治は白沙鎮旧県村）が設置されたが、627年（貞観元年）に帰義県は陽朔県に統合され、現在まで沿襲された。

## 外部リンク

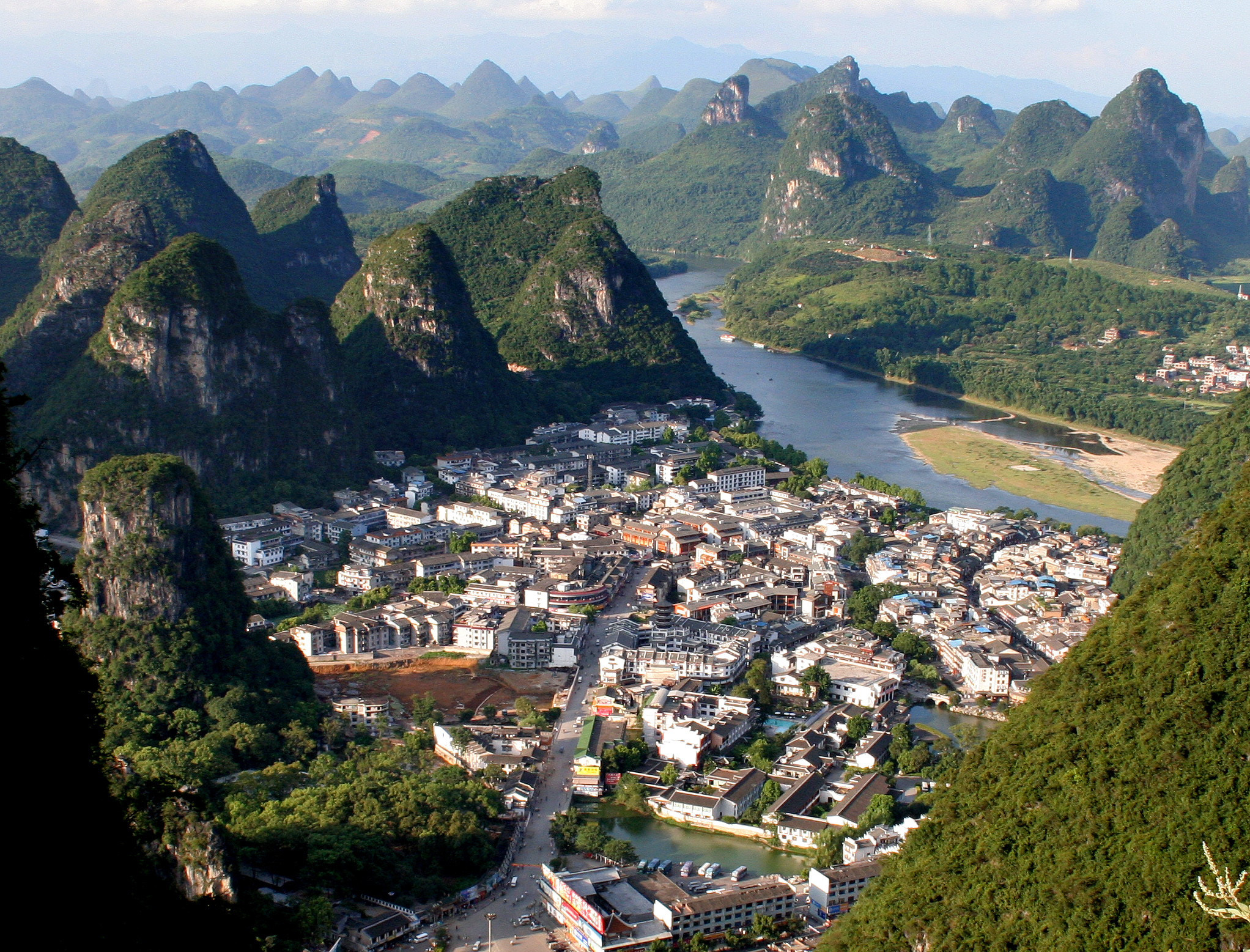
陽朔県政府所在地である陽朔鎮

陽朔県
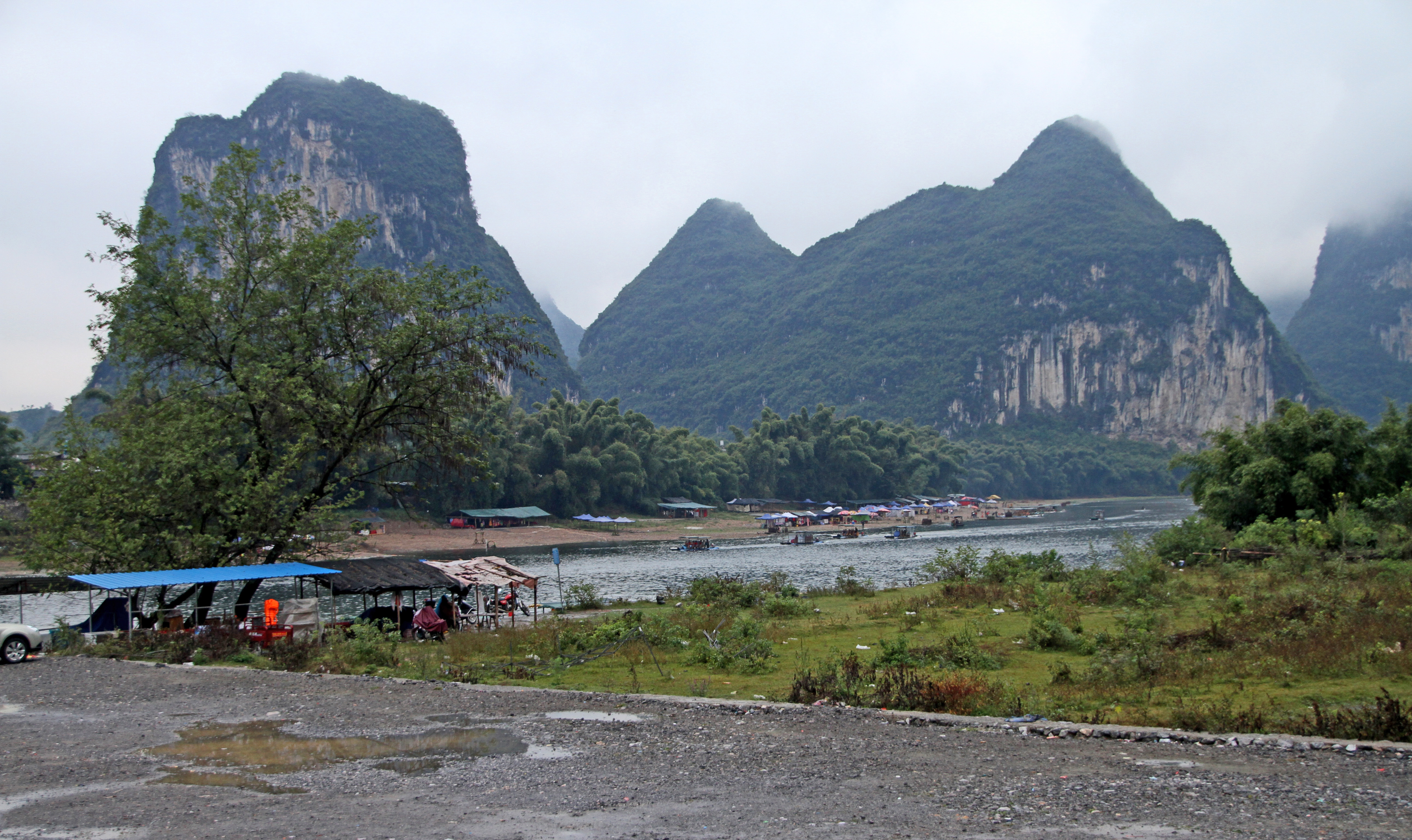
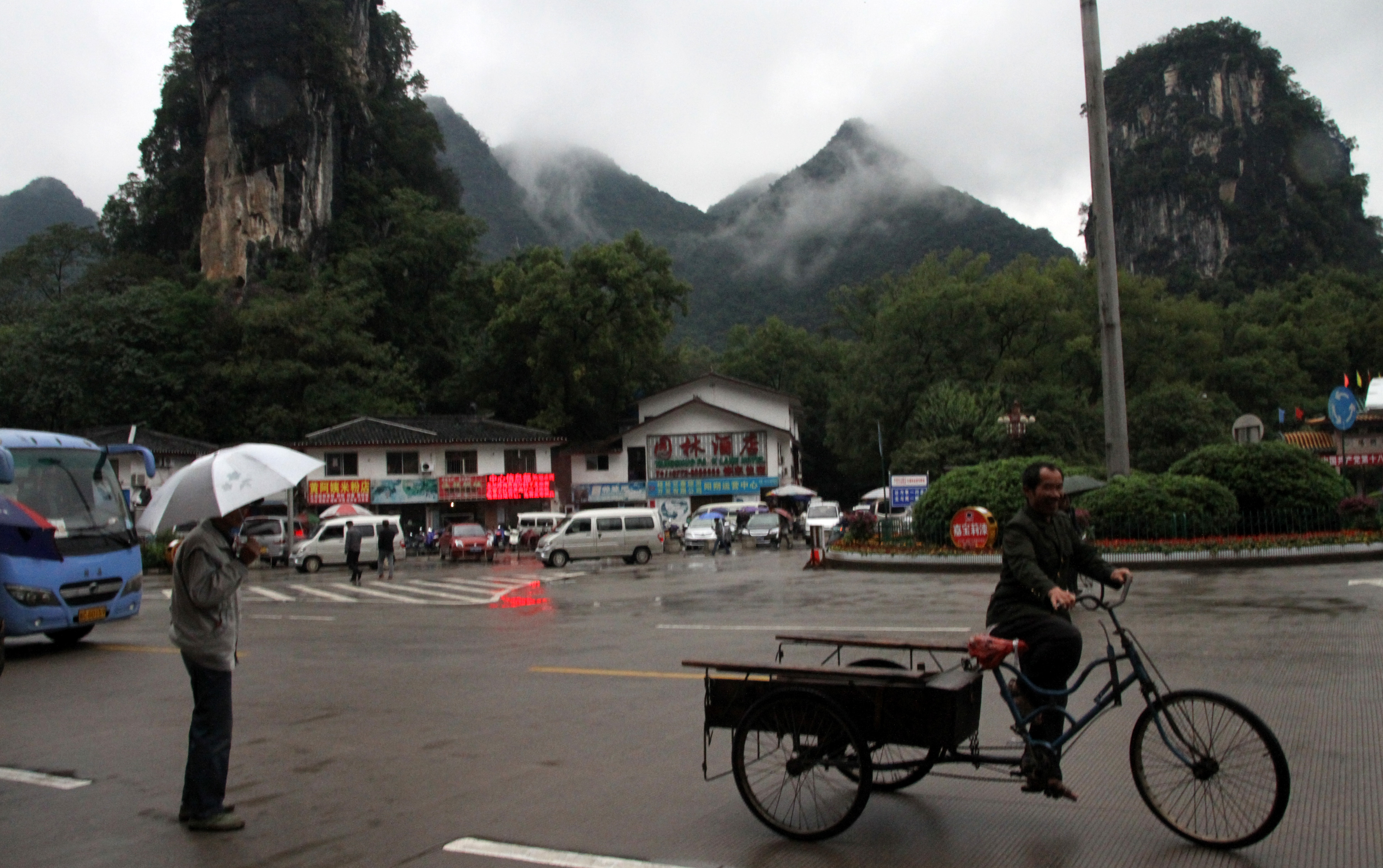
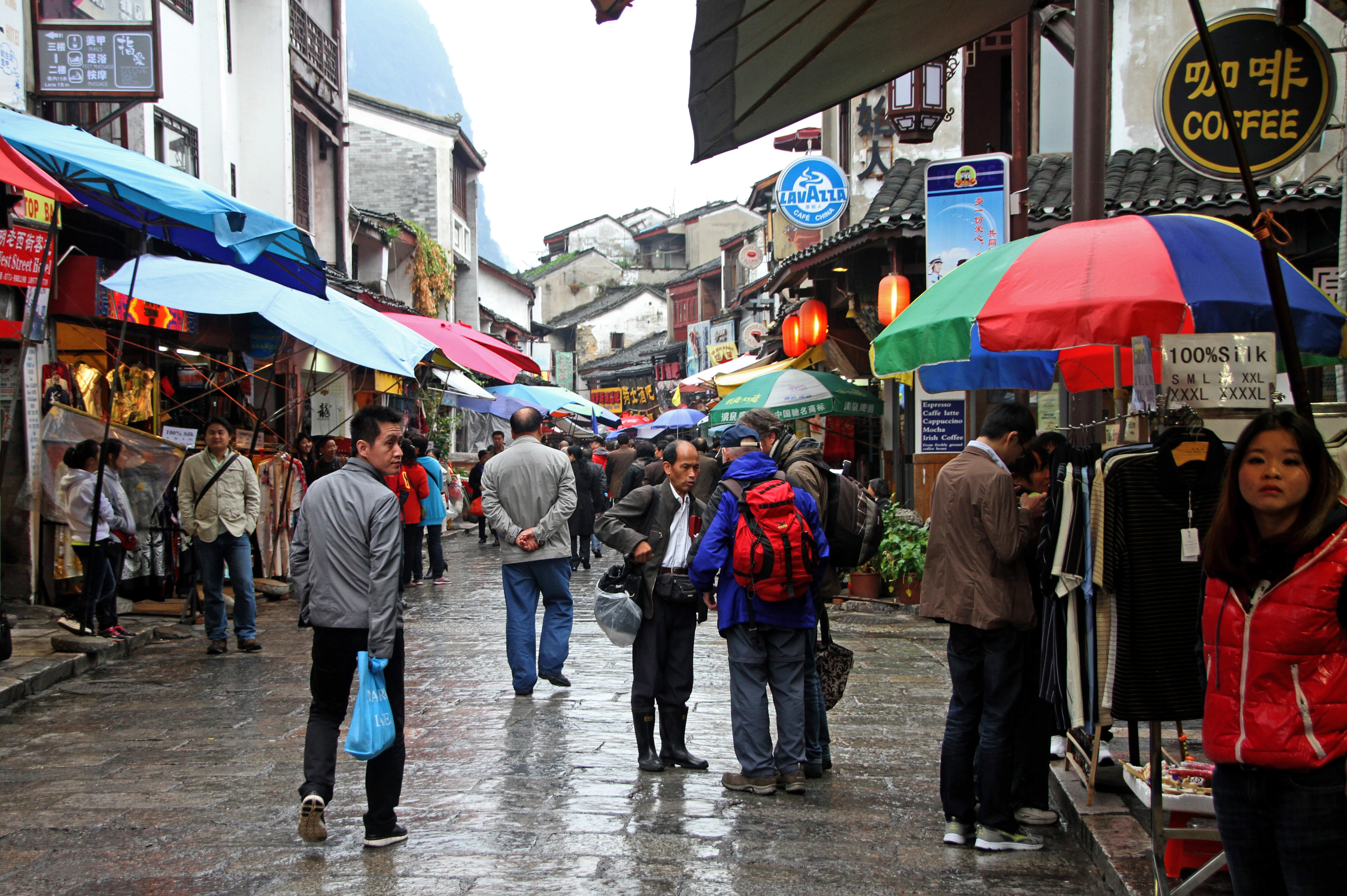
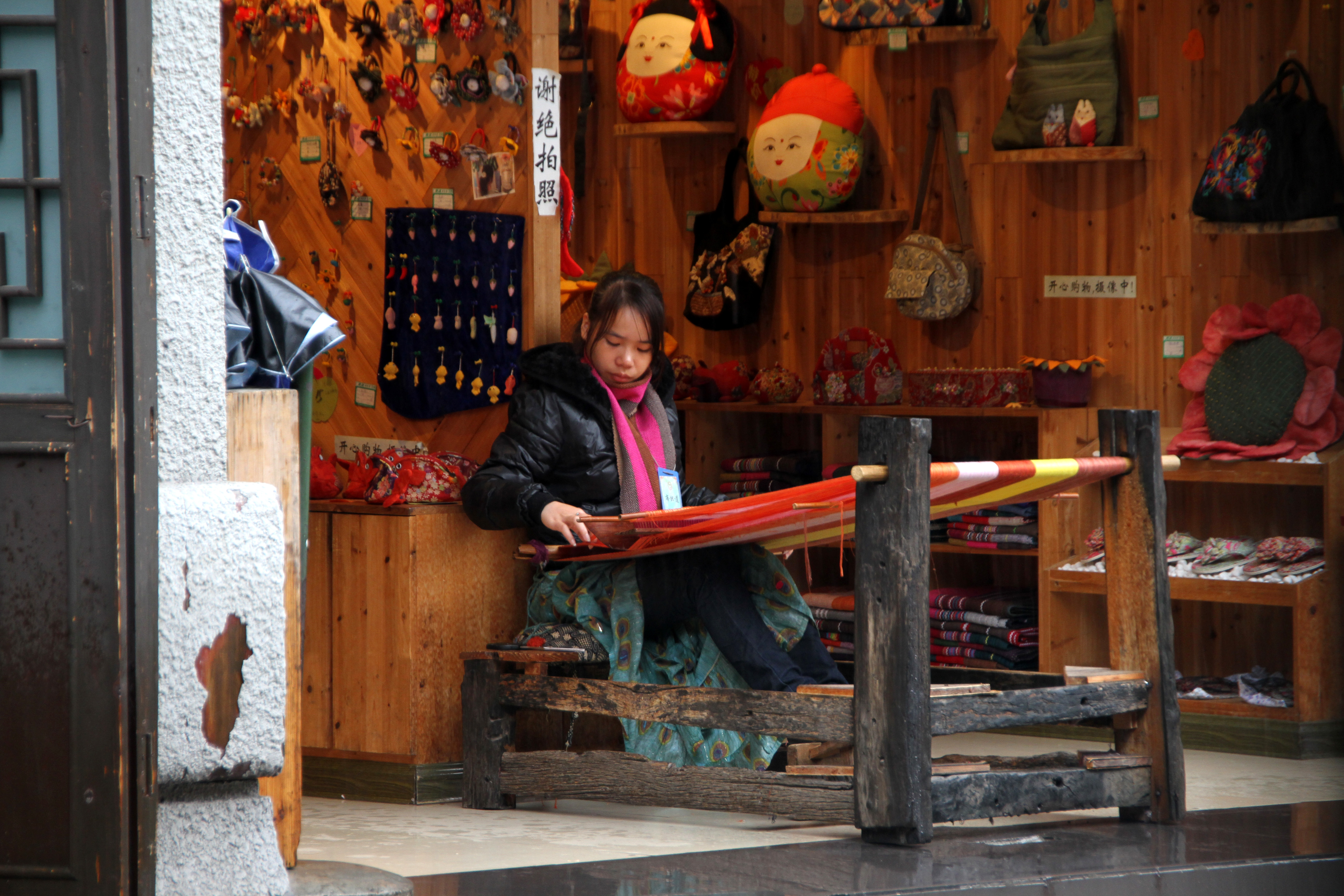
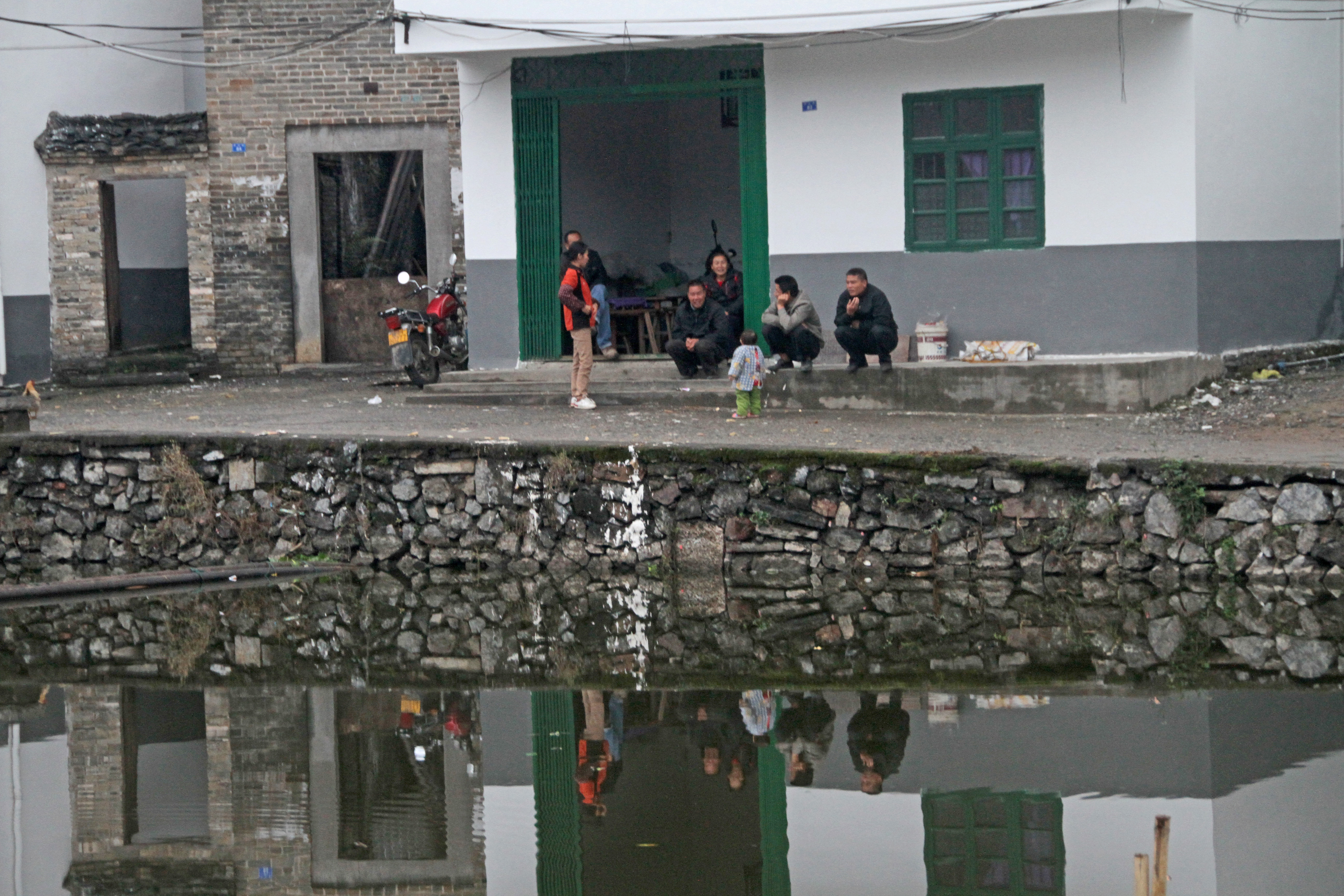
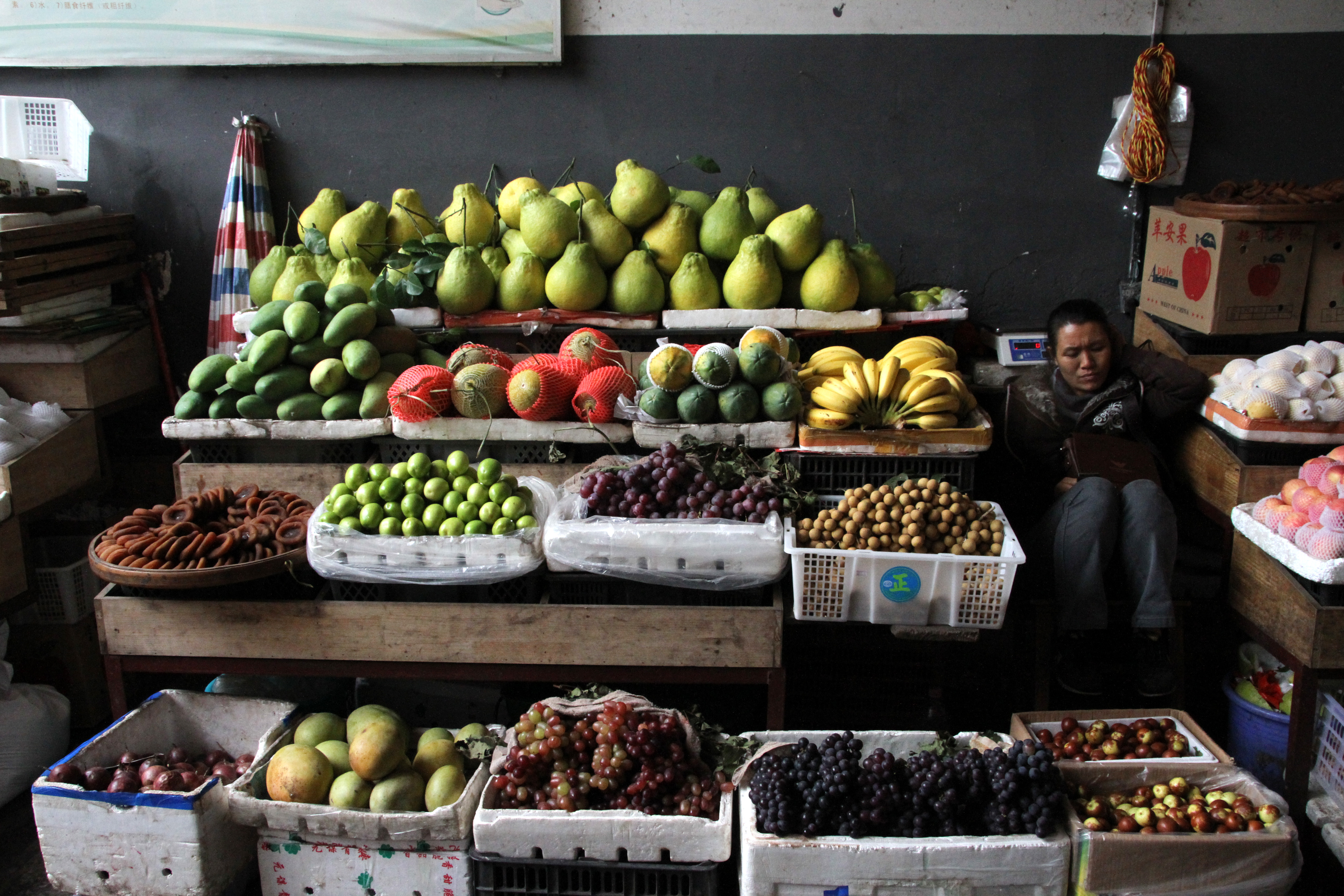
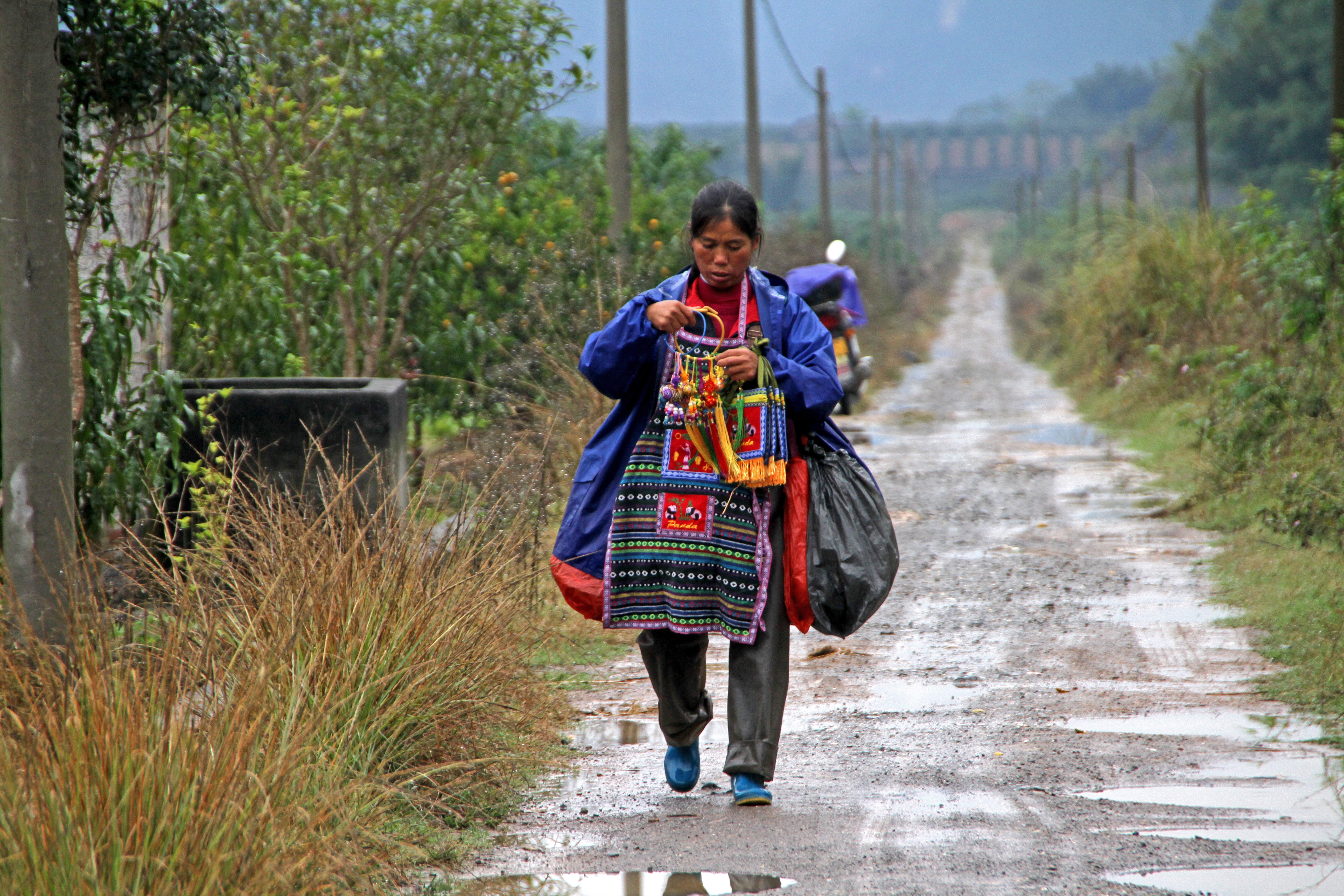
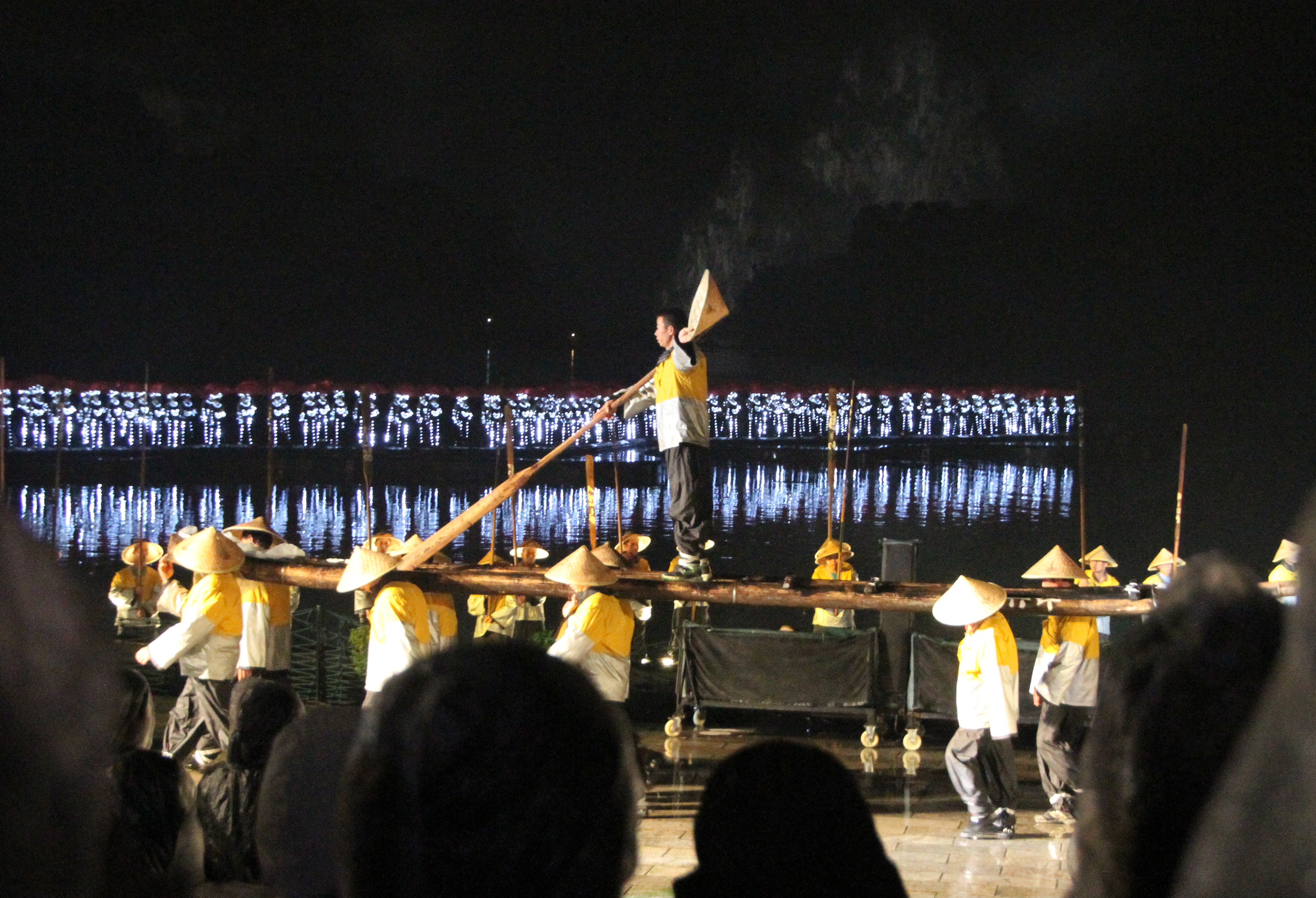

## 行政区画
6つの鎮、3つの郷を管轄する。
| 区分 | 数 | 名称                                      |
| ---- | -- | ----------------------------------------- |
| 鎮   | 6  | 陽朔鎮 白沙鎮 福利鎮 興坪鎮 葡萄鎮 高田鎮 |
| 郷   | 3  | 金宝郷 普益郷 楊堤郷                      |

## 交通

### 鉄道
- 中国国家鉄路集団
  - 貴広旅客専用線
    - 陽朔駅

### 道路
- 高速道路
  -  呼北高速道路
  -  包茂高速道路
- 国道
  - G321国道

## 姉妹都市
- アメリカ合衆国 ラピッドシティ